# Comunità di interesse
Una comunità di interesse è una comunità di persone che condividono un comune interesse o passione, come nel caso di tifosi di una squadra o gli appassionati di un complesso o un genere musicale. I membri di questi gruppi hanno intensi scambi di idee ed opinioni sull'argomento che li lega, ignorando spesso altri aspetti della loro personalità o dei loro interessi. La partecipazione ad una comunità di interesse può essere impegnativo, divertente e creare forti legami tanto che i membri della comunità si incontrano spesso (sia dal vivo che virtualmente su web) e per lunghi periodi.